# انفجار ترسانة أفيون قره حصار

موقع أفيون قره حصار في تركيا

حدث انفجار ترسانة أفيون قره حصار الساعة 15:21 بالتوقيت المحلي يوم 5 سبتمبر 2012 في مدينة أفيون قره حصار، تركيا. ووفقًا للقوات المسلحة التركية، فقد توفي 25 جنديًا، وأصيب أربعة جنود آخرين وثلاثة مدنيين جراء وقوع الحادث.
وقد شب حريق بالموقع إثر وقوع الانفجار. وقد عثر بعد إخماد الحريق على رفات اثنين من ضباط الصف واثنين برتبة رقيب خاص و21 جنديًا من المشاة.
وقع الانفجار أثناء أعمال التصنيف في المستودع. كان يتم نقل الذخيرة من مستودع لشركة الذخيرة 44 في مدينة سوسورلوك بمقاطعة باليكسير إلى مدينة أفيون قره حصار بالقطار، ومن محطة القطار في المدينة إلى المنشأة بواسطة شاحنات مدنية. وقد أمر قائد الترسانة بإنهاء أعمال الحصر والتصنيف في عشرة أيام قبل التفتيش الرسمي المقرر. لهذا السبب، استمر العمل بالمستودع في الليل على الرغم من أنه لا يسمح بأي عمل في مستودعات الترسانة في الظلام لعدم وجود إضاءة في تلك المنشآت. خلال وقت الحادث، كان المستودع بالداخل مضاءً بشعاع ضوء من المصابيح الأمامية لشاحنة أمام بوابة المستودع ومن كشافات وربما ولاعات.
كان يعتقد أن سبب الانفجار هو انفجار واحدة من القنابل بطريق الخطأ تلاها بالتتابع انفجار الآخرين. وقد صرحت السلطات العسكرية أن الجنود قد أنهوا أعمال الحصر في مستودع الترسانة منذ يومين. وأعلن رئيس الوزراء إقالة أربعة قادة للمنشأة من منصبهم وتعيينهم في وحدات عسكرية أخرى.
لقد كان المستودع رقم 32، الذي وقع به الانفجار، داخل شركة الذخيرة 41 لقسم الذخيرة الحربية الرابع للقيادة 500 للترسانة الخاصة بفيلق الجيش التركي للمهندسين. وقد أخبر ضباط الموقع أثناء جلسة الاستماع أمام النيابة العسكرية أنه كانت تتم محاولة تكديس 248 طنًا من القنابل اليدوية و360 طنًا من الذخيرة 175 مـم (6.9 بوصة) في مستودعين بدلاً من خمسة مستودعات كما ينبغي. وأجري التحقيق من قبل المدعي العام العسكري التكتيكي من قيادة القوات الجوية التركية التكتيكية الأولى في مدينة إسكيشهر، المسؤولة عن المنشأة في مدينة أفيون قره حصار. وحكمت المحكمة العسكرية بحبس رائد، ومحاكمة ضابطين آخرين برتبة عقيد وملازم أول من دون اعتقال. واتهم العقيد بالقتل غير المتعمد. وذكر المدعي العام العسكري أنه لا يوجد دليل على أن الانفجار كان نتيجة لعمل إرهابي أو تخريبي.

## وصلات خارجية
- . على يوتيوب